# Tu Wei-ming
Tu Wei-ming (en xinès : 杜維明; en xinès simplificat: 杜维明; en pinyin: Dù Wéimíng) és un filòsof i historiador xinès nascut el 1940. Tu és professor a la Universitat Harvard i un dels pilars del neoconfucianisme.
Tu Weiming va néixer a Kunming, Xina, i va estudiar a la Universitat de Tunghai i es va doctorar en Història i Llengües de l'Àsia Oriental a la Universitat Harvard. Posteriorment ha treballat com a professor d'història i filosofia xinesa en les universitats de Princeton, Berkeley i Harvard (des del 1981) on va esdevindre director de l'Institut de Harvard-Yenching entre 1996 i 2008. Ha donat conferències a la Universitat de Pequín, Universitat Nacional de Taiwan, Universitat xinesa de Hong Kong i a la Universitat de París. Ha publicat diversos llibres, com ara "El pensament neo-confucianista: la juventud de Wang Yang-ming", "La importància i la banalització, La humanitat i la cultura" i "El pensament confucianista: la individualitat com a transformació creativa" (títols originals en anglès: Neo-Confucian Thought: Wang Yang-ming's Youth; Centrality and Commonality, Humanity and Cultivation; and Confucian Thought: Selfhood as Creative Transformation)
Membre del Comitè sobre l'Estudi de la Religió a Harvard, professor del comitè de reestructuració de Sínica Acadèmica de l'Institut de Literatura i Filosofia xinesa i amb un lloc a l'American Academy of Arts and Sciences, el professor Tu Wei-ming interpreta actualment l'ètica confucianista com recurs espiritual per a la comunitat global emergent.
Ha participat en les conferències del Mind and Life Institute, que facilita les trobades entre la ciència i el budisme.